# 渣滓洞

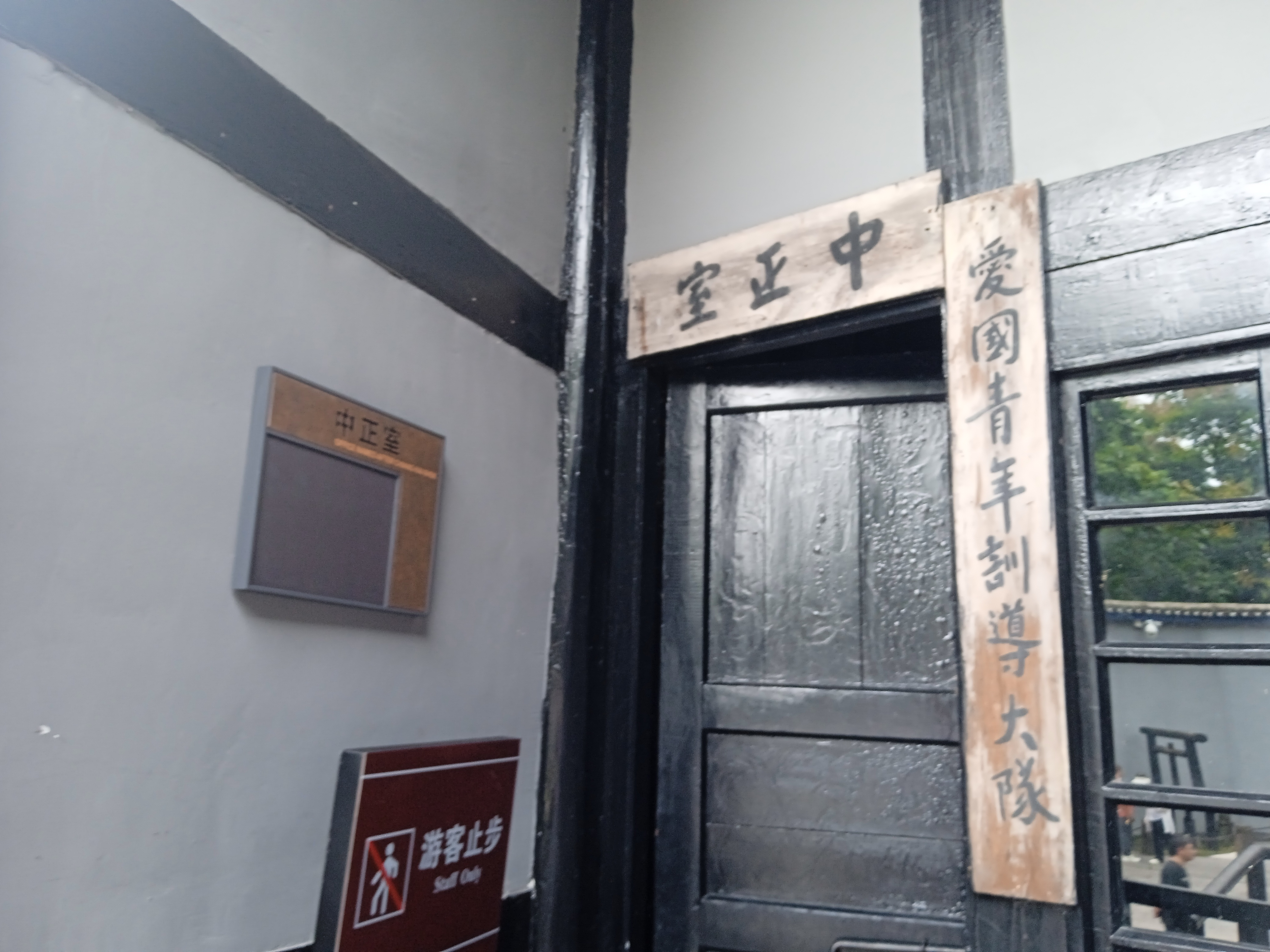
中正室

渣滓洞，中共方面称为渣滓洞集中营，位於中國重庆市沙坪垻區，原是一个煤洞，由程尔昌于1920年开办，因渣多煤少而得名。三面環山、一面臨溝，地勢隱蔽。抗日戰爭結束後，被國民政府军统局設為看守所。关押在此的犯人有“六一大逮捕”案、“小民革”案、“挺进报”案和“上下川东三次武装起义”失败后被捕的中共地下黨員，如江竹筠、许建业、何雪松等，最多时关押人数达三百余人。1949年11月27日，在中國人民解放軍攻佔重慶前夕，多數犯人於重庆一一·二七大屠杀中被處決，僅存15人。
中华人民共和国成立后，小说《红岩》、电影《烈火中永生》、歌剧《江姐》等作品以此为原型。

## 簡介

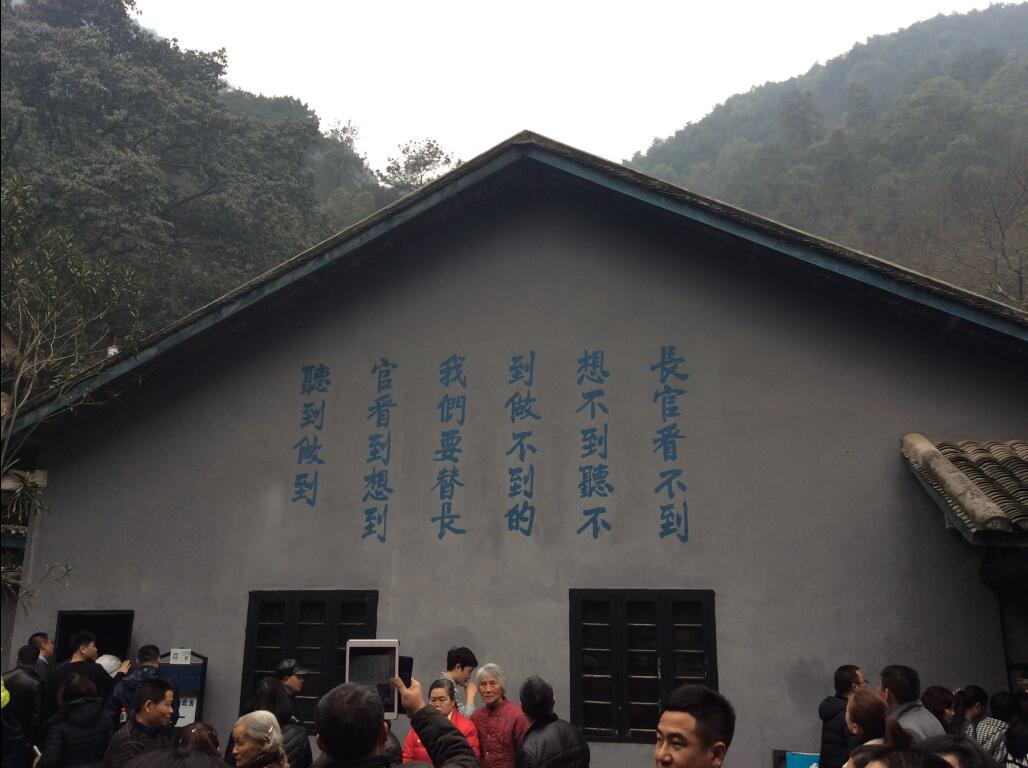
渣滓洞监狱墙壁上书写的标语

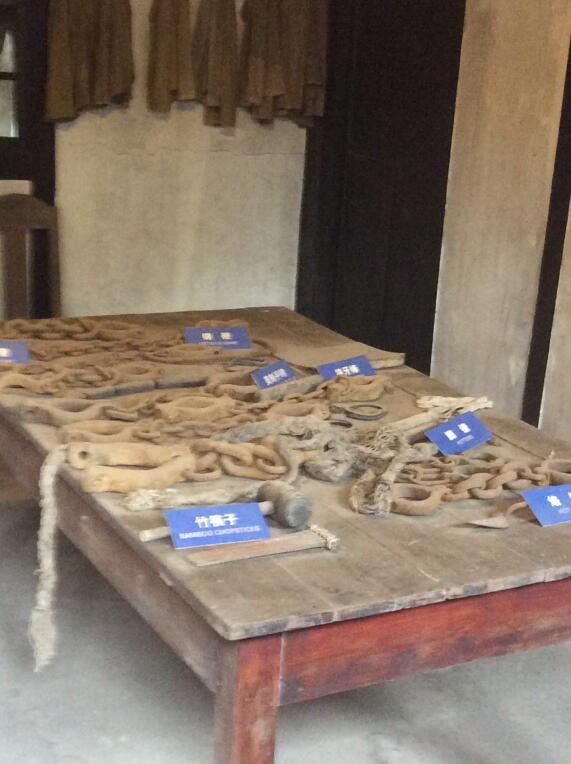
渣滓洞展出的当年刑具

1943年白公館看守所被改为中美合作所第三招待所后，所关押政治犯必须外迁。军统总务处长沈醉亲自开着一辆吉普车到处察看，最终选中了渣滓洞作为关押原白公馆看守所内犯人的新址。中美合作所撤销后，犯人于1946年底迁回（一说为1947年4月），渣滓洞被合併至白公馆看守所，稱看守所附設渣滓洞分所，但暂时废弃。
1947年12月，渣滓洞重新关押犯人，称重庆行辕二处第二看守所，人稱渣滓洞看守所。关押的人员主要是1947年“六一大逮捕”中抓捕的教育、新闻界人士，“小民革”地下武装案被捕人员，上下川东三次武装起义被俘、被捕人员，《挺进报》事件被捕人员，民革川东、川康分会成员等，最多时关押过三百多人。江竹筠、许建业、余祖胜等曾在此关押过。
渣滓洞看守所分内外两院，院门外有一口鐘，据现今渣滓洞的游客指示牌的说明，这口钟当时每一小时敲响一次，即表示无异常情况。内院有一放风坝，有16间男牢，2间女牢。内院墙上写“青春一去不复还，细细想想”，“认明此时与此地，切莫执迷”，“迷津无边，回头是岸”，“宁静忍耐，毋怨毋忧”等标语。外院是办公室，刑讯室。外院墙上写有“长官看不到、想不到、听不到、做不到的，我们要替长官看到、想到、听到、做到”等标语。

## 被关押人員名单
女牢室：江竹筠（江姐）、李青林、杨汉秀、胡其芬、左绍英、马秀英、张静芳、李惠明、陈继贤、黄玉清、罗娟华、彭灿碧、朱世君、邓惠中、荣增明、胡芳玉。
平一室：刁侠平、胡其恩、黎功顺、汪进仪、程仿尧、邓致久、陈诗伯、蔡梦慰、古承铄、章培毅、易仲康、张现华、张文端。
平二室：郑继先、聂滨、黄位贤、郭俊铎、廖瑞卿、付立志、张国雄、李犹龙、胡砚锋、胡小咸、王树林。
平三室：吴学正、伍时英、邓积玉、薛传道、李泽。
平四室：毛锡霖、黄宁康、吴正钧、杨翱、邵文征、赵家麟、郑寄松、廖模烈、史德端、龙光章。
平五室：文学海、陈少白、张朗生、唐玉琨、侯万群、张健、黄楠材、陈贻、陈邦文、潘仲轩。
平六室：郭重学、苟悦彬、程谦谋、陈尧伦、刘笃君、伍大全、何懋金、叶正邦、高天柱。
平七室：邓诚、唐征久、屈懋修、丁鹏武、郝耀青、蒋开萍、张泽浩、楼阅强、李建民、周殖藩、张远志。
平八室：张学云、谯平安、盛腾芳、刘石泉、何柏梁、卢秉良、艾文宣、粟立森、周后楷、杨子龙、蒋启平。
楼一室：陈丹墀、周显焘、刘祖春、李仲弦、刘振美、颜昌豪、廖忠良、曹文翰、杨虞裳、陈紫金、冉思源、段定陶、唐茂传、白深富、沈君实、陈柏林、荣世正、朱麟。
楼二室：余祖胜、张鹏程、唐文渊、张永昌、胡有猷、刘德惠、彭如松、张孟晋、何忠发、袁尊一、张守正、张德明、张力修、王屏、狄文海、王钧、涂鑫源、韩秉炀、马正衡。
楼三室：何敬平、潘鸿志、丰伟光、邓华朗、明昭、向成义、吴奉贵、周成铭、齐亮、王锡敏、夏惠禄、陈本立、王德伟、蒲小路。
楼四室：袁德明、荀明善、张泽安、赖德国、张国雄、张铭新、陶敬之、刘文蔚、唐建余、左国政、李铭三、张光伟、师韵文。
楼五室：高精益、李承林、雷震、周鸿钧、尹慎福、陈鼎华、李明辉、黄绍辉、唐慕陶、唐虚谷、石文钧、陈以文、胡作霖。
楼六室：蒋可然、陈作仪、成善谋、沈迪群、杨华友、韩子重、李群、赵时衡、杨泉新、邵全安、席懋昭、盛超群。
楼七室：华健、李维哲、陈俊卿、王敏、余新江、黄铁材、周志钦、李怀普、李仲炳、李维邦、陈用舒、傅绍裔、杨积超、周尚文、李维田、蓝蒂裕。
楼八室：游中象、何雪松、李子伯。

## 参看
- 白公馆